# Filtro biológico
Filtro biológico é constituído de unidades constituídas de leitos de pedras britadas que servem de suporte de fixação de microorganismos aeróbios responsáveis pela conversão e oxidação de matéria orgânicas e nutrientes.
Os filtros biológicos são operados em série, para maximizar a nitrificação.